# Dr. Denti e gli Electric Mayhem
Dr. Denti e gli Electric Mayhem (Dr. Teeth and the Electric Mayhem) sono la band ufficiale del Muppet Show.
Sono sempre in viaggio su di un pulmino psichedelico multi-colorato, comparso anche nel primo film dei Muppet Ecco il film dei Muppet (1979) di Jim Henson.

## Componenti della Band

### Dr. Denti
Il Dr. Denti è il leader del gruppo, cantante e tastierista. Come suggerisce il suo nome, la dentatura la sua principale caratteristica, dato che la maggior parte dei Muppet non possiede denti. Altre caratteristica del Dr. Denti sono: la carnagione verde, le braccia molto lunghe, una folta barba rossa, un cappello color porpora dotato di una lunga piuma, una giacca pelosa e una maglia a righe rosse e blu. Probabilmente questo personaggio è nato dall'ispirazione dal tastierista jazz Dr. John, di Elton John e Leon Russel.
Animatori: Jim Henson (1975-1990), John Kennedy (1991-2003) Bill Barretta (2005-oggi)
Doppiatori italiani: Bruno Conti (Ecco il film dei Muppet, Giallo in casa Muppet), Goffredo Matassi (2011-2016), Roberto Fidecaro (dal 2021)

### Animal
Animal è il selvaggio batterista della band che conosce solo tre tipi di musica: forte, più forte e assordante. Si esprime in maniera gutturale, spesso ripetendo poche e semplici frasi come "tamburi! tamburi!" o "DON-NA!". Nei momenti di tranquillità, assolutamente rari, è capace di conversazioni più coerenti.
Contrariamente della maggior parte degli altri componenti del gruppo, l'aspetto di Animal non è ispirato ad un musicista veramente esistito: il suo stile da selvaggio percussionista ricorda quello del batterista inglese Keith Moon.
Animatori: Frank Oz (1975-2000), Eric Jacobson (2002-oggi)
Doppiatori italiani: Vittorio Di Prima (Muppet Show, I Muppet, Muppets 2 - Ricercati), Francesco Vairano (Festa in casa Muppet), Paolo Marchese (dal 2015)

### Floyd Pepper
Floyd Pepper è bassista e cantante della band. Il suo aspetto ricorda un hippy: folti baffi rossi e capelli lunghi legati in un codino. Indossa spesso un cappello verde, una maglia o una giacca rossa e porta degli occhiali da sole che di fatto sono i suoi occhi.
Nella band, Floyd è il componente che canta più spesso, è sarcastico e parla in un gergo alla moda. Spesso viene accoppiato con Janice. Floyd fu animato da Jerry Nelson, che smise nel 2004 per problemi di salute. Il suo nome si ispira ai Pink Floyd e al Sgt. Pepper's Lonely Hearts Club Band.
Floyd è il membro più cinico della band, e forse di tutto il cast dei Muppet: in diversi episodi, considera i suoi compagni artisti del Muppet Show come "Anticaglia del backstage che dietro le quinte eccedono in castronerie e buffonate, di loro si può solo ridere".
Ogni volta che fra lui e Miss Piggy inizia una conversazione avviene una vera e propria battaglia tra di loro. In un episodio dove Piggy viene trasformata accidentalmente in pietra Floyd, insieme a Fozzie e Gonzo, la deride con battute cattive, mentre in un altro episodio, Piggy chiede ad egli di prendersi cura del suo barboncino Foo-Foo, ma Floyd non ha intenzione di occuparsene per cui lo chiude in un cassetto.
Animatori: Jerry Nelson (1975-2003), John Kennedy (2005-2006), Matt Vogel (2008-oggi)
Doppiatori italiani: Franco Latini (Muppet Show), Sergio Di Giulio (2011-2016), Marco Baroni (dal 2021)

### Janice
Janice è la solista e chitarrista del gruppo. Recita anche il ruolo di infermiera nello sketch ricorrente del Muppet Show "L'Ospedale del Veterinario" insieme a Miss Piggy. Ha un rapporto molto stretto con Floyd, anche se nella prima stagione passa molto tempo con Zoot.
Possiede un carattere da hippy, disinvolto e rilassato. Indossa un top viola o un maglione multicolore, dei jeans, sandali bianchi e un cappello con una piuma. Possiede lunghi capelli biondi, grosse labbra con del rossetto e tiene gli occhi sempre chiusi. Nel progetto originale del burattino, Janice era destinata ad essere un personaggio maschile, ispirato a Mick Jagger.
Un paio di volte, nei film, si generano diverse gag su Janice: dopo una scena di confusione, tutti parlano nello stesso momento, finché qualcuno non chiede di fare silenzio: Janice rimane l'ultima a parlare dopo che tutti si erano zittiti, addirittura su di un argomento che non ha nessuna attinenza alla situazione e che spesso è il fatto che la nudità possa rappresentare una forma d'arte: in I Muppet alla conquista di Broadway disse: "Così gli ho detto: "Senti, amico, io non mi tolgo i vestiti per nessuno, anche se è artistico, e..." Oh!". Un altro esempio in Giallo in casa Muppet dove disse: "Guarda, mamma... La mia vita è OK così e se voglio vivere su una spiaggia e camminare in giro nuda... Oh...".
Janice (insieme ad Animal) fu l'unico membro della band a comparire nella sua forma infantile in Muppet Babies dove fra tutti i babies Muppet era la più anziana perché in grado di leggere.
Animatore: Fran Brill (1975), Eren Ozker (1976-1977), Richard Hunt (1977-1991), Brian Henson (2002-2003), Tyler Bunch (2005), David Rudman (2008-oggi)
Doppiatori italiani: Francesco Vairano (Ecco il film dei Muppet), Gianluca Crisafi (2011-2016), Sergio Lucchetti (2021-2023), Lorenzo Andreaggi (dal 2023)

### Zoot
Zoot è il sassofonista della band e non parla molto. Con il tempo, il suo aspetto ha subito diversi cambiamenti, come il colore della pelle mutato dal blu a verde. I capelli blu che tendono alla calvizie, vengono coperti dal suo cappello che indossa solo occasionalmente, indossa un paio di occhiali da sole (nonostante non abbia gli occhi), una maglia gialla e dei sandali. Probabilmente questo personaggio ha tratto ispirazione dal musicista Gato Barbieri.
Nello speciale del 2009 A Muppets Christmas: Letters To Santa viene rivelato il fatto che Zoot festeggia Chanukkah.
Animatore: Dave Goelz (1975-oggi)
Doppiatori italiani: Franco Latini (Muppet Show), Leslie James La Penna (dal 2011)

### Lips
Lips è il trombettista del gruppo. È entrato a fare parte della band solo nella quinta stagione del Muppet Show. Ha dei lunghi capelli folti e biondi.
Fu creato appositamente in modo che Steve Whitmire (che ad un certo punto diventò uno degli animatori principali dei Muppet) potesse avere un suo personale personaggio da seguire nella banda. Ad un certo punto Whitmire aveva dei dubbi sul continuare a mantenerlo, a causa della mancanza di sviluppo delle sue caratteristiche.
Al momento, Whitmire era il burattinaio meno esperto e voleva usare per Lips una voce simile a quella di Louis Armstrong, ma aveva paura di offendere gli afro-americani. Questo fu il motivo per cui parlasse poco e che sia comparso quasi esclusivamente come personaggio di sfondo senza ruolo di lingua. Dopo il film Festa in casa Muppet non fu mai più visto, fino all'evento del film I Muppet (nel quale ritornarono anche molti altri personaggi, che non erano più comparsi dalla fine del Muppet Show).
Animatore: Steve Whitmire (1980-2016), Peter Linz (2023-oggi)
Doppiatori italiani: Pierluigi Astore (I Muppet), Dodo Versino (dal 2023)

## Brani eseguiti dalla band

### Stagione 1
- Ain't Misbehavin
- Sunny
- Money
- Love Ya to Death
- Sweet Tooth Jam
- Tenderly
- Lazybones
- Searching
- Mr. Bassman

### Stagione 2
- Chopin's Polonaise in A Flat
- New York State of Mind
- Don't Blame the Dynamite
- Minuetto in Sol Maggiore
- Cheese Cake

### Stagione 3
- New York State of Mind
- Honeysuckle Rose
- Die Moritat von Mackie Messer
- America (West Side Story)
- Lady, Be Good

### Stagione 4
- Sam's Song
- With a Little Help from My Friends
- While My Guitar Gently Weeps

### Stagione 5
- Blackbird (Beatles)
- Barnyard Boogie
- After You've Gone
- Rockin' Robin
- Fifty Ways To Leave Your Lover
- Poison Ivy (The Coasters)
- How High the Moon